# 佐藤颯汰
佐藤 颯汰（さとう そうた、1999年4月21日 - ）は、宮崎県出身のプロサッカー選手。ポジションはフォワード（FW）。中国サッカーリーグ・FCバレイン下関所属。

## 来歴
日章学園中学校3年次の2014年、U-15、U-16日本代表に選出された。
日章学園高校を経て、2018年よりギラヴァンツ北九州へ加入した。J3リーグでは少ない出場試合ながら得点も決めたものの、J2リーグでは2シーズン無得点に終わり、2021年J2リーグ最終節前日の12月4日、同シーズン限りでの契約満了が発表。
同年12月10日には、フクダ電子アリーナで行われたJリーグ合同トライアウトに出場した
2021年12月22日、郷里のテゲバジャーロ宮崎への完全移籍が発表された。
2022シーズンは8試合出場と少なからず出番は得られていたものの、2023シーズンは公式戦に出場する機会は1度も無く、11月30日契約満了が発表された。同年12月12日、Jリーグ合同トライアウトに出場。
2024年2月28日に中国サッカーリーグのFCバレイン下関への加入が発表された。

## 所属クラブ
- 旭スポーツ
- 日章学園中学校
- 日章学園高等学校
- 2018年 - 2021年  ギラヴァンツ北九州
- 2022年 - 2023年  テゲバジャーロ宮崎
- 2024年 -   FCバレイン下関

## 個人成績
| 国内大会個人成績 | 国内大会個人成績 | 国内大会個人成績 | 国内大会個人成績 | 国内大会個人成績 | 国内大会個人成績 | 国内大会個人成績 | 国内大会個人成績 | 国内大会個人成績 | 国内大会個人成績 | 国内大会個人成績 | 国内大会個人成績 |
| 年度             | クラブ           | 背番号           | リーグ           | リーグ戦         | リーグ戦         | リーグ杯         | リーグ杯         | オープン杯       | オープン杯       | 期間通算         | 期間通算         |
| 年度             | クラブ           | 背番号           | リーグ           | 出場             | 得点             | 出場             | 得点             | 出場             | 得点             | 出場             | 得点             |
| 日本             | 日本             | 日本             | 日本             | リーグ戦         | リーグ戦         | リーグ杯         | リーグ杯         | 天皇杯           | 天皇杯           | 期間通算         | 期間通算         |
| ---------------- | ---------------- | ---------------- | ---------------- | ---------------- | ---------------- | ---------------- | ---------------- | ---------------- | ---------------- | ---------------- | ---------------- |
| 2018             | 北九州           | 16               | J3               | 9                | 2                | -                | -                | 0                | 0                | 9                | 2                |
| 2019             | 北九州           | 16               | J3               | 6                | 1                | -                | -                | 0                | 0                | 6                | 1                |
| 2020             | 北九州           | 23               | J2               | 3                | 0                | -                | -                | -                | -                | 3                | 0                |
| 2021             | 北九州           | 23               | J2               | 7                | 0                | -                | -                | 0                | 0                | 7                | 0                |
| 2022             | 宮崎             | 23               | J3               | 8                | 0                | -                | -                | -                | -                | 8                | 0                |
| 2023             | 宮崎             | 23               | J3               | 0                | 0                | -                | -                | 0                | 0                | 0                | 0                |
| 2024             | 下関             | 23               | 中国             |                  |                  | -                | -                | -                | -                |                  |                  |
| 通算             | 日本             | 日本             | J2               | 10               | 0                | -                | -                | 0                | 0                | 10               | 0                |
| 通算             | 日本             | 日本             | J3               | 23               | 3                | -                | -                | 0                | 0                | 23               | 3                |
| 総通算           | 総通算           | 総通算           | 総通算           | 33               | 3                | 0                | 0                | 0                | 0                | 33               | 3                |

- 公式戦初出場 - 2018年5月13日 第22回福岡県サッカー選手権大会 兼 天皇杯 JFA 第98回全日本サッカー選手権大会福岡県予選 決勝 vs 福岡大学サッカー部（レベルファイブスタジアム）
- Jリーグ初出場 - 2018年5月20日 J3第11節 vs ガンバ大阪U-23 （ミクニワールドスタジアム北九州）
- Jリーグ初得点 - 2018年6月30日 J3第16節 vs ガイナーレ鳥取 （ミクニワールドスタジアム北九州）

## 代表歴
- U-15日本代表
- U-16日本代表